# یوپس ریمان
یوپس ریمان (هلندی: Jops Reeman; ۹ اوت ۱۸۸۶ – ۱۶ مارس ۱۹۵۹) بازیکن فوتبال اهل هلند بود.